# Конгломерат (порода)
Конгломерат (від лат. conglomero — збирати до купи) — грубоуламкова осадова гірська порода, яка складається із зцементованих окатаних валунів, або гальки. За розміром уламків розрізняють конґломерат бриловий, валунний, гальковий. Конгломерат найчастіше є зцементованою галькою (розмір 10-100 мм) з домішкою більш тонкого матеріалу — алевриту, піску, ґравію. Цементом звичайно є оксиди заліза, карбонати, глинистий матеріал, рідше — кремнезем.
Класифікація конгломератів основана на їх структурних і генетичних ознаках:

## За розміром уламків
- Брилові (>1000 мм)
- Валунні (100—1000 мм)
- Крупнозернисті, галечні (100-50 мм)
- Середньозернисті, дрібногалечні (50-25 мм)
- Дрібнозернисті, крупногравійні (25-10 мм)

## За складом уламків
- Мономіктові (уламки однієї породи/мінерала)
- Олігоміктові (уламки 2-3 порід/мінералів)
- Поліміктові (уламки багатьох порід/мінералів)

## За ступенем окатанності уламків
- Слабо обкатані різновиди
- Середньо обкатані
- Добре обкатані

## За орієнтацією уламків
- Монодіректні (уламки орієнтовані довгими осями)
- Полідіректні (уламки різноорієнтовані)

## За складом цементу
- Монокомпонентні (цемент представлений одним мінералом, або породою)
- Полікомпонентні (цемент представлений сумішшю — напр. глинисто-карбонатний)

## За генезисом
- Морські
  - прибережні (пляжні)
  - руслові глибоководних каньйонів
- Континентальні
  - Алювіальні
  - Пролювіальні (фангломерати)
  - Озерні

Також виділяють конгломерати базальні і внутрішньоформаційні.
Іноді конгломерати містять (звичайно в цементі) розсипні родовища золота, платини та інших корисних копалин. Приклад древніх конгломератів, які містять золото — руди Вітватерсранда.